# Фолкерк-Грэмстон
Железнодорожная станция Фолкерк-Грэмстон (англ. Falkirk Grahamston, скотс Fawkirk Grahamston}, гэльск. Baile a' Ghreumaich) — железнодорожная станция в городе Фолкерк (округ Фолкерк, Шотландия), одна из двух станций в городе (другая — станция Фолкерк-Верхний). Находится на железной дороге Эдинбург — Данблейн и одновременно на Кумбернолдской линии. Расположена в северо-восточной части города.
На станции останавливаются поезда дальнего следования, в том числе ежедневный экспресс «Highland Chieftain», следующий от станции Лондон-Кингс-Кросс до Инвернесса.

## История
Станция была открыта под названием Грэмстон (Фолкерк) железной дорогой Эдинбург — Глазго 1 октября 1850 года. 1 февраля 1903 года станция была переименована в Фолкерк-Грэмстон, для единообразия с названием другие станции в городе Фолкерк, Фолкерк-Верхний.
Существующее здание вокзала было построено на месте предыдущего, построенного в 1985—1986 годах.

## Обслуживаемые направления и маршруты
С понедельника по субботу курсирует 4 поезда в час в направлениивокзал Эдинбург-Уэверли в восточном направлении и два, три поезда в час в западном направлении до Данблейн через Стерлинг. Время поезда до вокзала Эдинбург-Уэверли варьируется от 25 минут до 34 минут; более скорые поезда останавливаются на станциях Эдинбург-парк и Хеймаркет, более медленные поезда дополнительно останавливаются на станциях Полмонт и Линлитгоу.
Также ходят 2 поезда в час до и от станции Глазго-Куин-Стрит через Кумбернолд, время в пути от 39 до 43 минут. Существует также один прямой поезд в Глазго утром в будний день, поезд отправляется со станции Киркалди, в обратном направлении он следует до станции Маркинч вечером, время в пути составляет 26 минут.
По воскресеньям ежечасно отправляются поезда в Эдинбург и Данблейн, но не в Глазго. Пассажирам, желающим поехать в Глазго, необходимо либо пересесть на Полмонт, либо воспользоваться станцией Фолкерк-Верхний.